# Kollerup Sogn (Jammerbugt Kommune)
 For alternative betydninger, se Kollerup Sogn. (Se også artikler, som begynder med Kollerup Sogn)
Kollerup Sogn var et sogn i Jammerbugt Provsti (Aalborg Stift). 2. december 2012 blev det lagt sammen med Fjerritslev Sogn til Kollerup-Fjerritslev Sogn. Fjerritslev var udskilt som kirkedistrikt i Kollerup Sogn efter at byen havde fået egen kirke i 1907. Kirkedistrikterne blev afskaffet i 2010, og så blev Fjerritslev et selvstændigt sogn.
I 1800-tallet var Hjortdal Sogn anneks til Kollerup Sogn. Begge sogne hørte til Vester Han Herred i Thisted Amt. Trods annekteringen var både Hjortdal og Kollerup selvstændige sognekommuner. Kollerup sognekommune (inkl. Fjerritslev) blev ved kommunalreformen i 1970 kernen i Fjerritslev Kommune, som ved strukturreformen i 2007 indgik i Jammerbugt Kommune.
I Kollerup Sogn lå Kollerup Kirke.
I sognet findes følgende autoriserede stednavne:
- Aldrup (bebyggelse)
- Andrup (bebyggelse, ejerlav)
- Andrup Bjerge (bebyggelse)
- Borup (bebyggelse)
- Bredevandsbakker (areal)
- Brøndum (bebyggelse, ejerlav)
- Fjerritslev (bebyggelse, ejerlav)
- Fjerritslev Hede (bebyggelse)
- Fjerritslev Rimme (bebyggelse)
- Grønnestrand (areal, bebyggelse)
- Hingelbjerg (bebyggelse, ejerlav)
- Hingelbjerge (areal)
- Kollerup (bebyggelse, ejerlav)
- Kollerup Klit (bebyggelse)
- Kollerup Plantage (areal)
- Kollerup Strand (bebyggelse)
- Krogbakker (areal)
- Møllebosletten (bebyggelse)
- Mølleå (vandareal)
- Nørremiler (areal)
- Randsbro (bebyggelse)
- Starkær (bebyggelse)
- Søbakke (areal)
- Sønderkær (bebyggelse)
- Søndermiler (areal)
- Udklit (bebyggelse)
- Vestergårds Mark (bebyggelse)
- Årupgårds Mark (bebyggelse)